# Sant’Antonio Taumaturgo

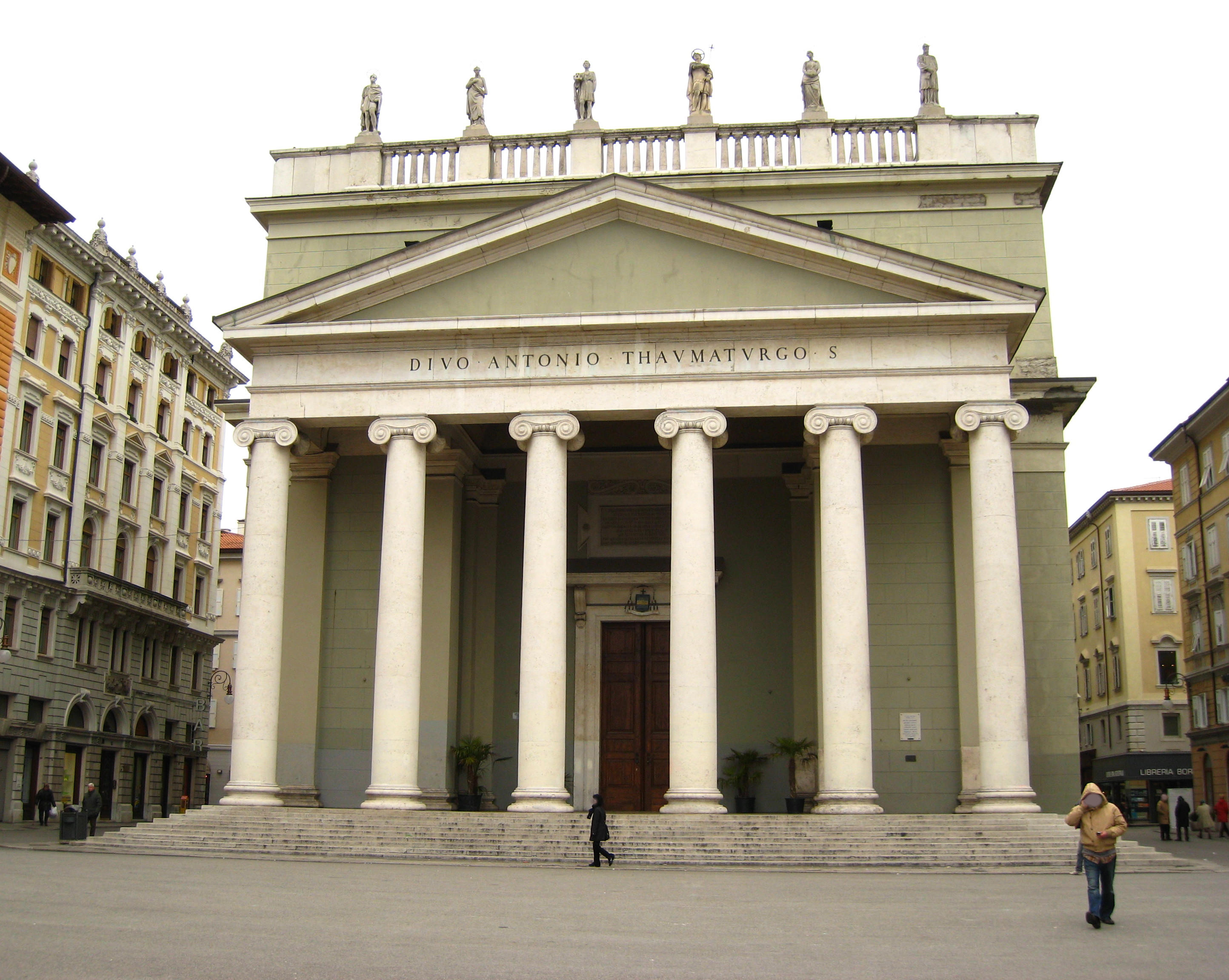
Sant’Antonio Taumaturgo

Blick auf den Canal Grande

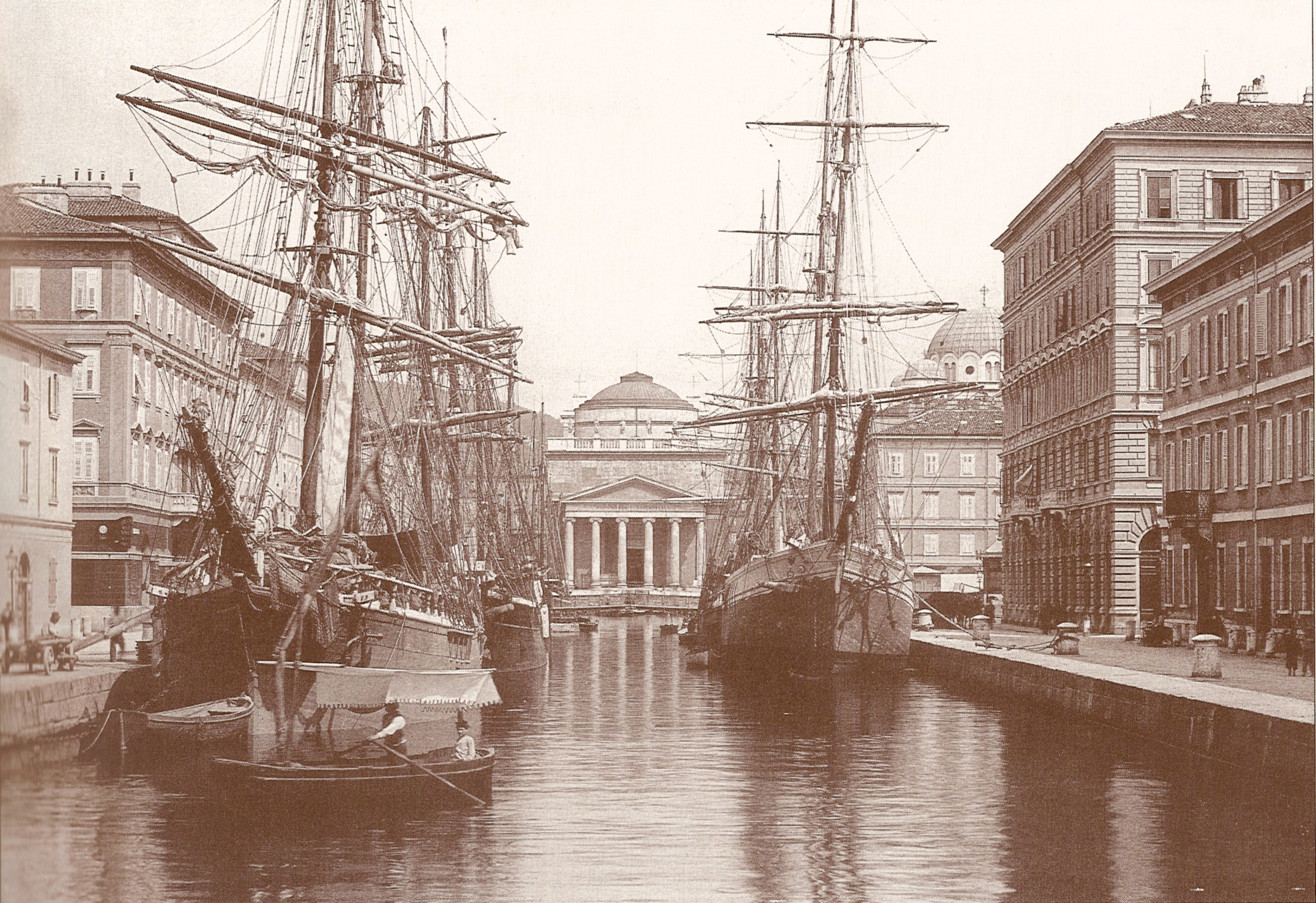
Canal Grande um 1900

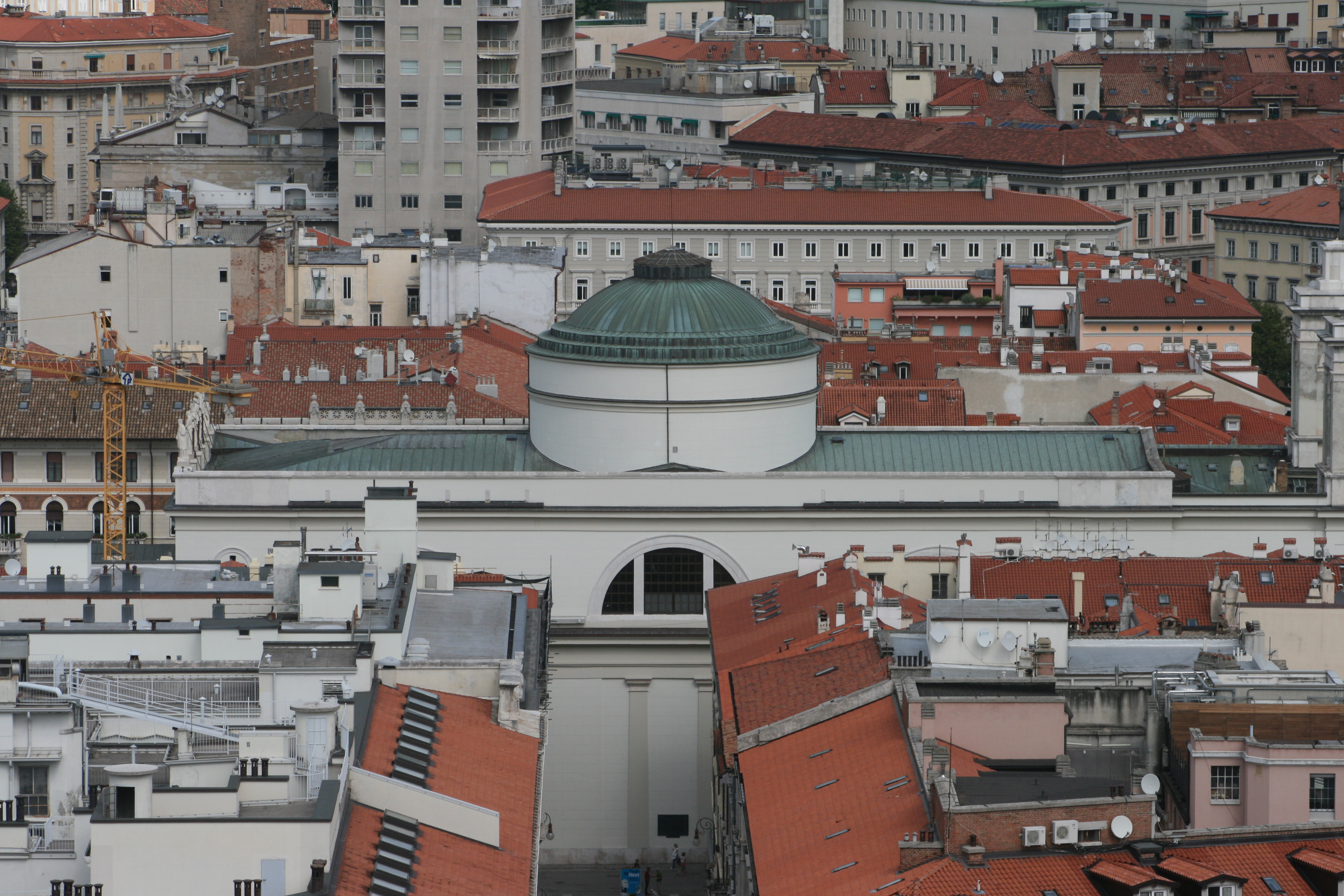
Kuppel der Sant’Antonio Taumaturgo

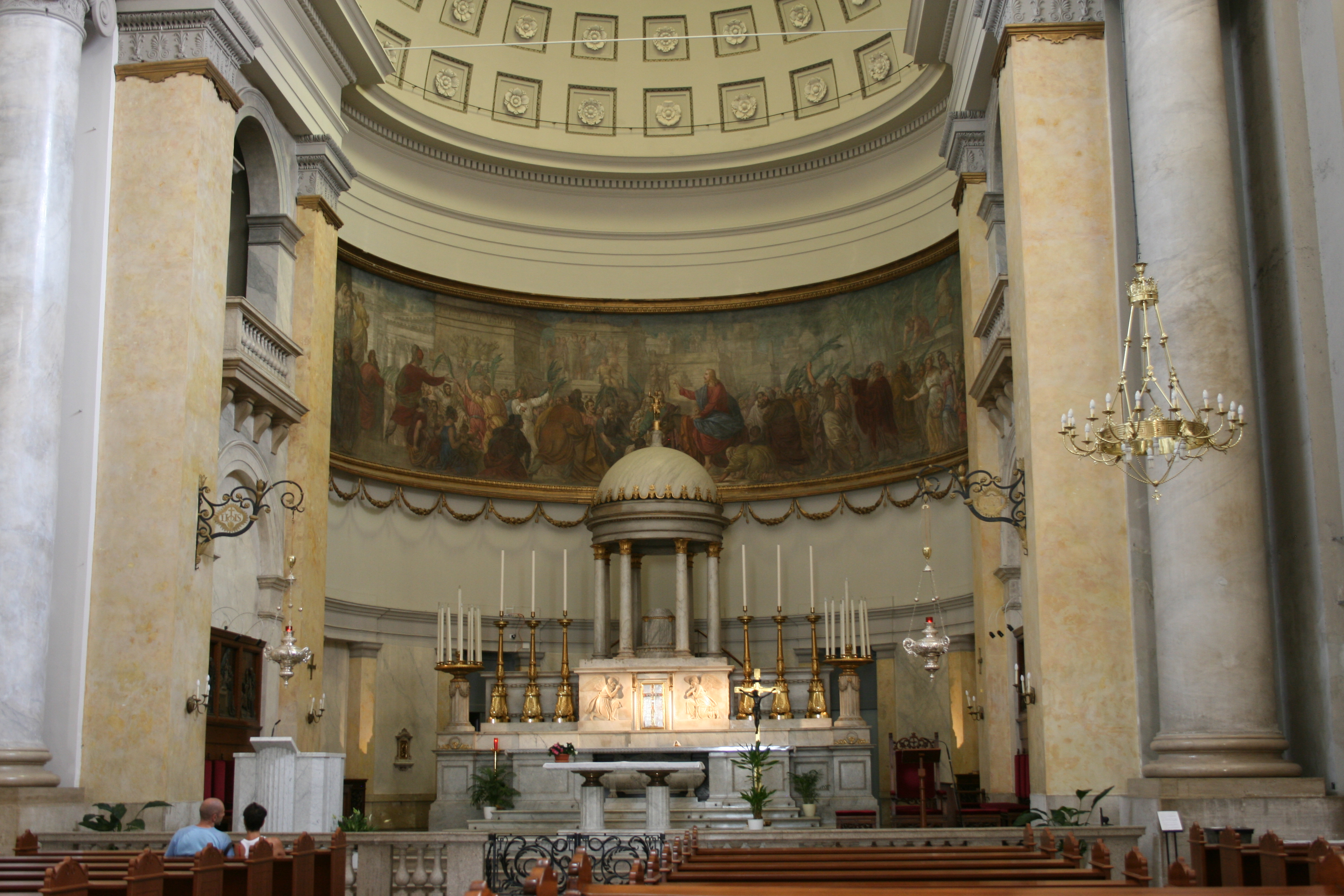
Altar der Kirche

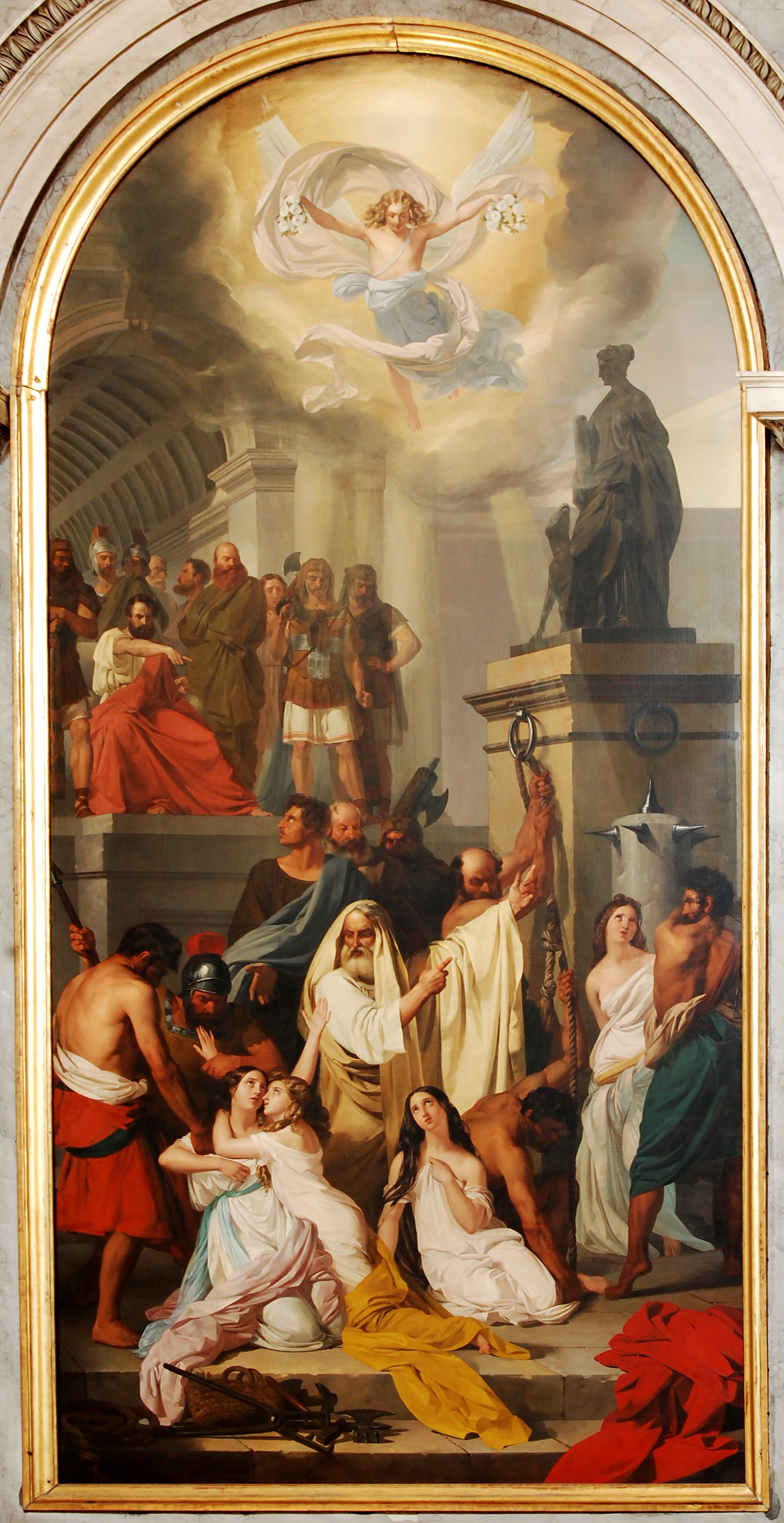
Martyrium der Heiligen von Aquileia von Ludovico Lipparini (1840)

Sant’Antonio Taumaturgo (Italienisch ... Wundertäter) oder Sant’Antonio Nuovo ist eine katholische Kirche in der norditalienischen Stadt Triest. Nach dem Entwurf des Tessiner Architekten Pietro Nobile zwischen 1823 und 1849 im neoklassizistischen Stil erbaut, wurde sie 1842 geweiht und stellt heute das größte katholische Gotteshaus in Triest dar. Im Inneren des einschiffigen Kirchengebäudes befinden sich die Werke von zahlreichen venezianischen und deutschen Malern des 18. und 19. Jahrhunderts wie Die Heimsuchung der Jungfrau (1769) von Alessandro Longhi und Das Kruzifix von Joseph Ernst Tunner (1838).
Die Kirche ist derzeit geschlossen.

## Lage
Das Gotteshaus befindet sich an der Piazza Sant’Antonio Nuovo am Ende des Canal Grande im Stadtviertel Borgo Teresiano.

## Geschichte
Zwischen 1768 und 1771 wurde am Ende des Canal Grande an der Stelle der heutige Kirche Sant’Antonio Taumaturgo ein Heiligtum errichtet, das dem Heiligen Antonius von Padua geweiht wurde. Bereits sechs Jahre nach seiner Einweihung wurde das Gotteshaus zur Pfarrkirche erhoben.
Da das kleine barocke Gotteshaus nicht angemessen für das neue, aufstrebende Händlerviertel Borgo Teresiano erschien und darüber hinaus nicht ausreichenden Platz für die wachsende Gemeinde bot, wurde es kurze Zeit später wieder abgerissen, um Raum für einen repräsentativeren Bau zu schaffen. Die erste Ausschreibung für den Entwurf eines neuen Kirchengebäudes erfolgte 1808, blieb aber aufgrund der Besetzung Triests durch die Franzosen von 1809 bis 1813 ohne Ergebnis. Von den neun Einreichungen beim zweiten Wettbewerb von 1823 gewann der Vorschlag des Tessiner Architekten Pietro Nobile, der sich unter anderem gegen Matteo Pertsch behauptete. Die Wahl fiel vermutlich auf Nobile, da er trotz des bestehenden Platzmangels einen Entwurf für eine auffällige Konstruktion vorlegte. Am 4. Oktober 1828 erfolgte die Grundsteinlegung. Obwohl das Gebäude erst 1849 fertiggestellt wurde, wurde bereits im April 1842 der erste Gottesdienst abgehalten.
Um das Straßennetz in der Innenstadt ausbauen zu können, wurde der letzte Abschnitt des Canal Grande, der ursprünglich bis zur Eingangshalle der Kirche reichte, 1934 zugeschüttet. Auf dem so gewonnenen Areal entstand die Piazza Sant’Antonio Nuovo.

## Architektur

### Fassade
Die im neoklassizistischen Stil entworfene Kirche hat einen Vorbau aus sechs ionischen Säulen, die ein dreieckiges Giebelfeld stützen. Darüber befindet sich eine Balustrade mit sechs Triestiner Märtyrern, die ein Werk von Francesco Bosa sind: San Sergio, San Servolo, Sant’Apollinare, San Giusto, Santa Eufemia und Santa Tecla. Die Statuen werden von einer Kuppel überragt. In der Fassade auf der Rückseite des Gebäudes sind zwei Glockentürme integriert. Die lineare Einfachheit der Fassade kombiniert mit klassischen Motiven erinnert an einen römischen Tempel.

### Innenraum
Der Innenraum des einschiffigen Gotteshauses ist sparsam dekoriert. Die schlanken ionischen Doppelsäulen tragen ein Kassettengewölbe. Das ikonografische Programm im Inneren wurde von dem Architekten Pietro Nobile und dem Triestiner Patrizier Domenico Rossetti festgelegt und von einheimischen und deutschen Künstlern ausgeführt. Es entstanden sechs große Wandtafeln:
- Martyrium der Heiligen von Aquileia (Passione dei santi martiri aquileiesi) von Ludovico Lipparini (1840)
- Kruzifix (Crocifisso) von Joseph Ernst Tunner (1838)
- Heiliger Antonius (Sant’Antonio) von Odorico Politi (1842)
- Heiliger Josef (Saneppe) von Josef Schönmann (1839)
- Die Vorstellung im Tempel (La presentazione al tempio) von Felice Schiavoni (1841)
- Heilige Anna bei der Erziehung der Jungfrau (Sant’Anna che educa la vergine) von Michelangelo Grigoletti (1838)

In der Apsis befindet sich ein Fresko, das Christi Einzug in Jerusalem aus der Hand von Sebastiano Santi (1836) zeigt. Der Hauptaltar wurde von Pietro Nobile entworfen und von Francesco Bosa 1837 angefertigt.
In einer Seitenkapelle hängt über dem Altar Die Heimsuchung der Jungfrau (1769) von Alessandro Longhi, dem Sohn von Pietro Longhi.

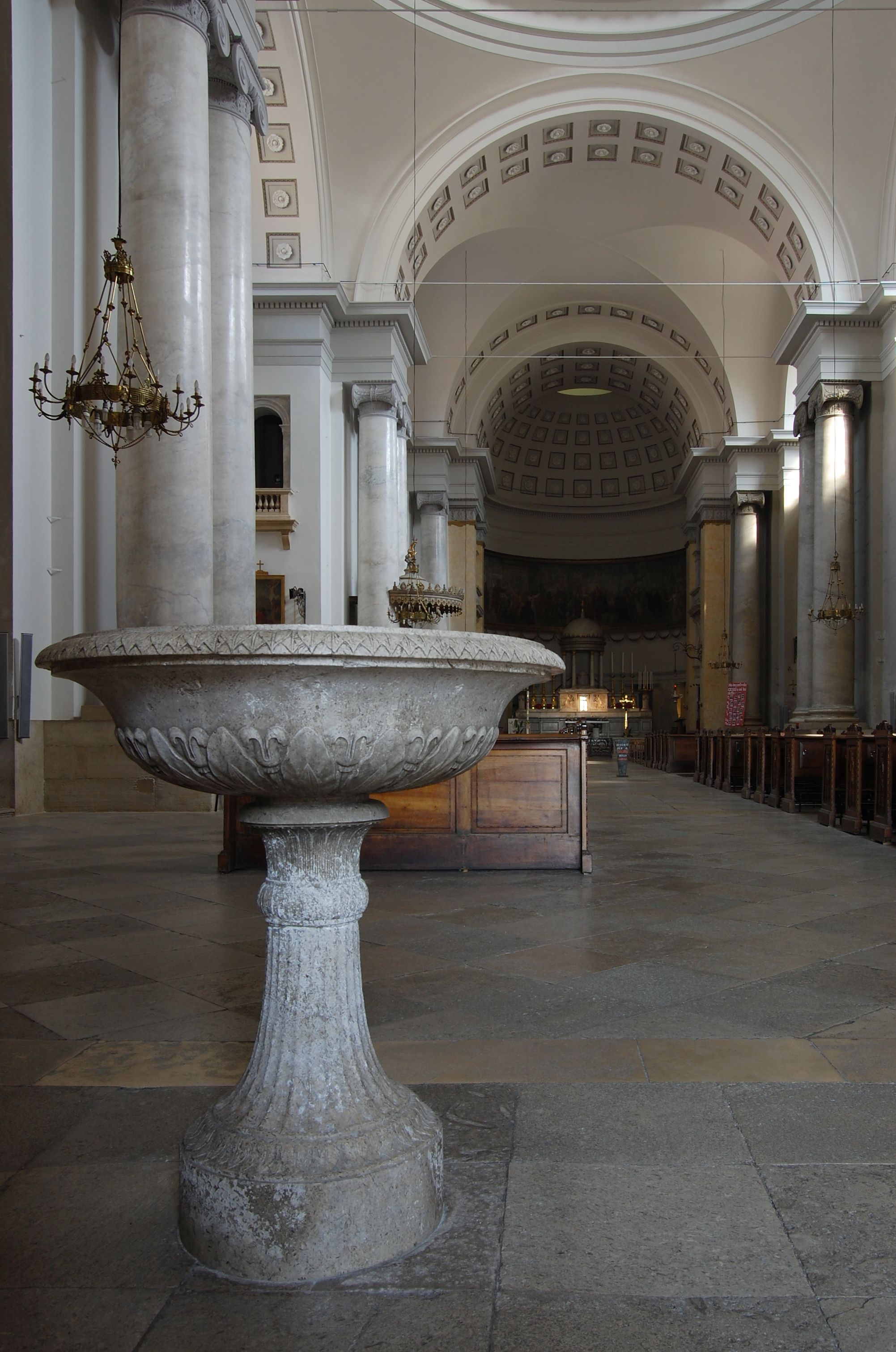
Innenraum
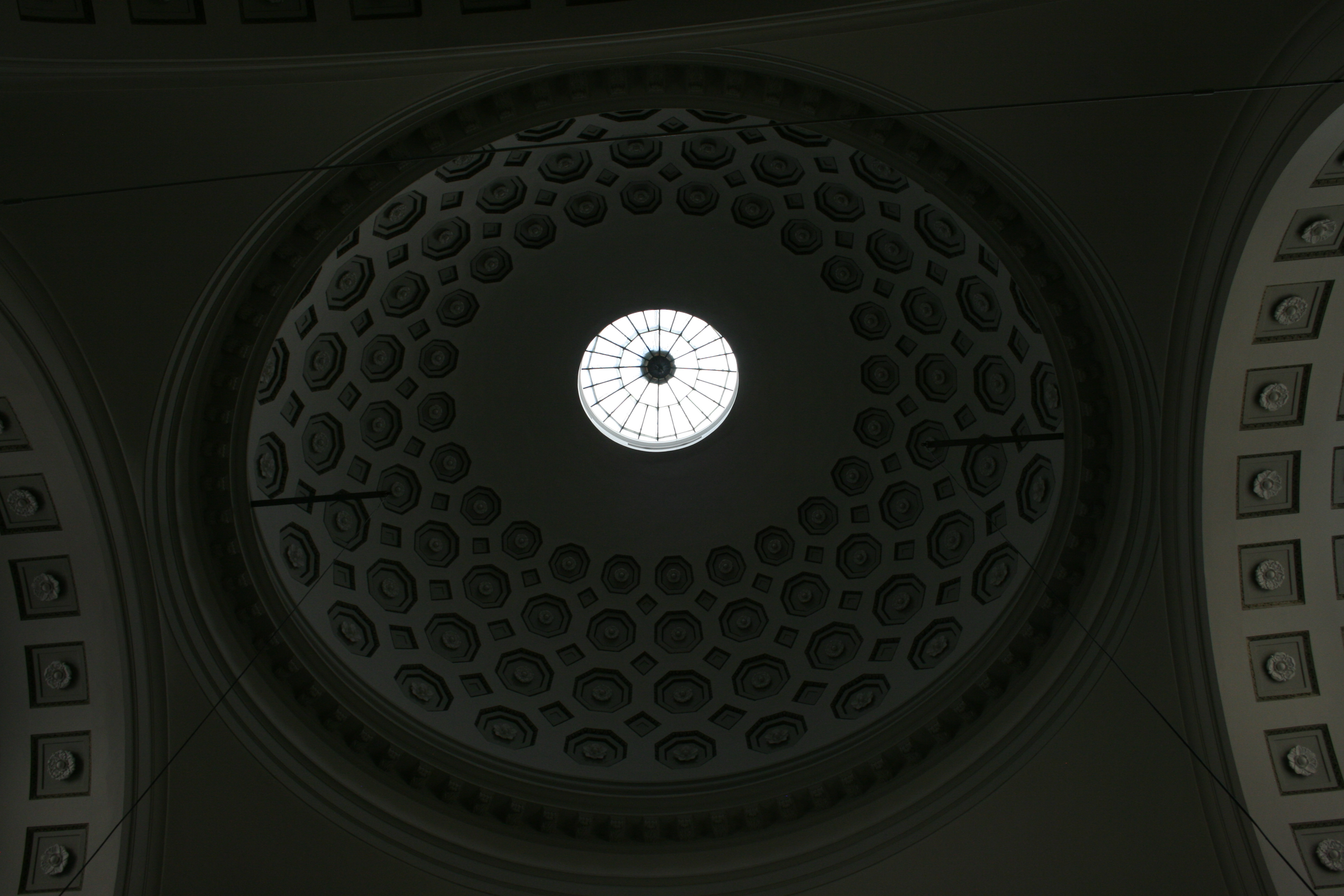
Kuppel der Sant’Antonio Taumaturgo
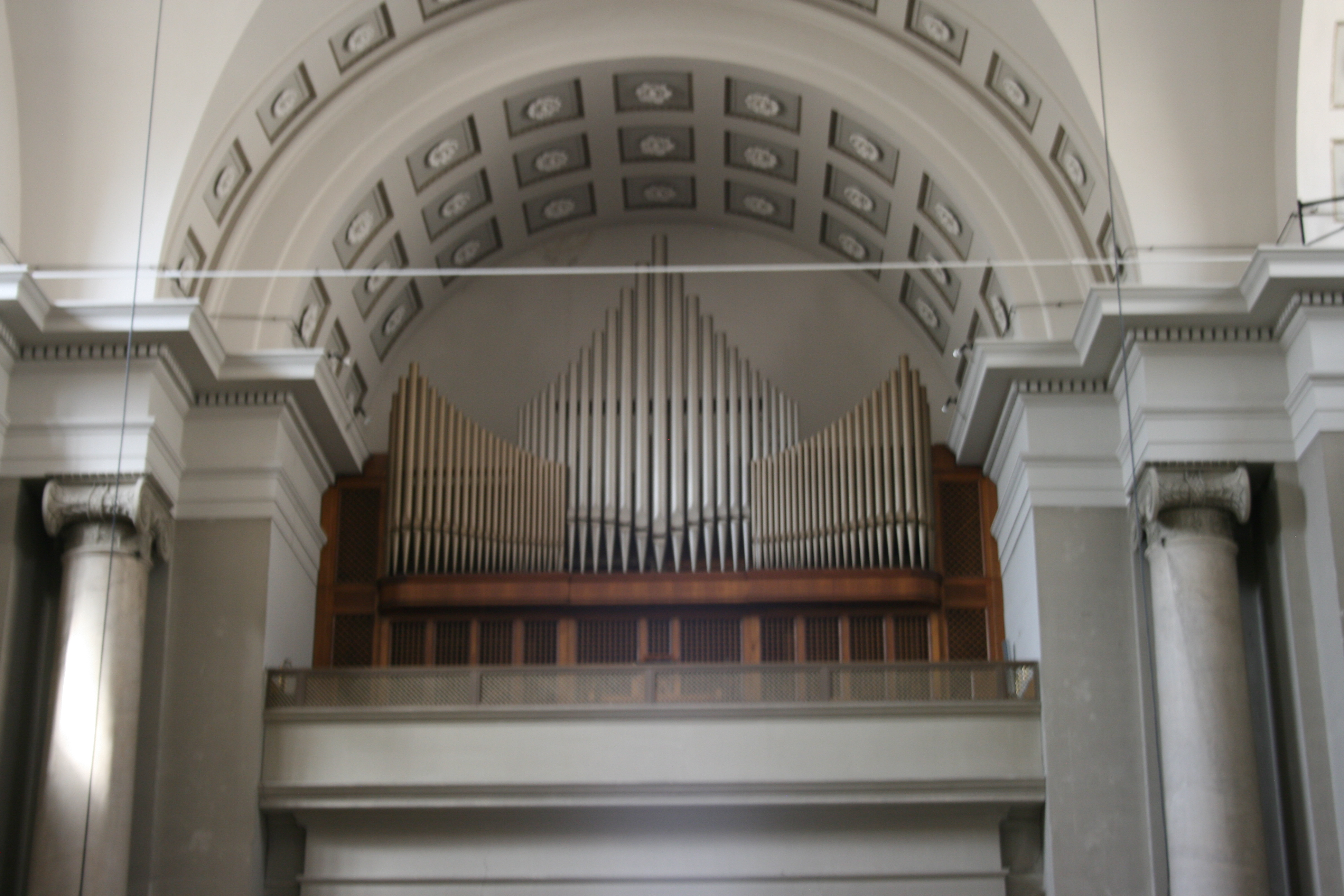
Orgel
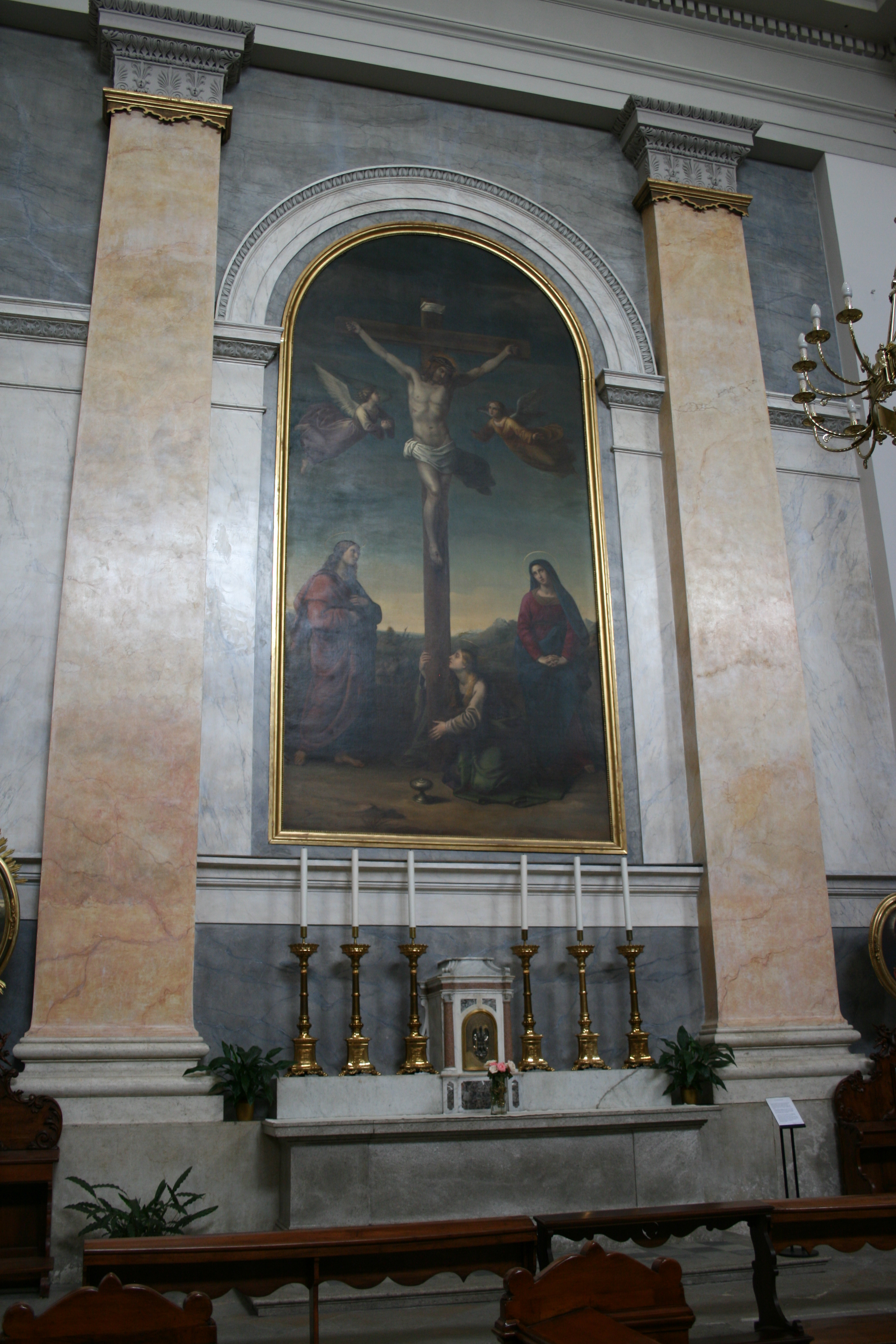
Seiten Altar